# مسجد الخضر (القطيف)
مسجد الخضر هو مسجد يقع في الجنوب الشرقي لجزيرة تاروت، بمحافظة القطيف. وقد بُني فوق تل جبلي يعتقد بأنه موقع وطأة قدم الرجل الصالح الخضر، وليس للخضر أي دور في إنشائه أو تشييده، وإنما بناه الناس وأسموه بالخضر تيمناً، ولكن يعتقد بعض الباحثين أن نسبة تسمية الخضر تعود إلى إن المفردة ذات صلة بدلالة تعني القِدم، فيقال مثلاً من أيام الخضر إشارة إلى قِدم الشيء، ولهذا يمكن اعتبار معنى تسمية المسجد هي المسجد القديم.
يعود تاريخ المبنى لعصر ما قبل الإسلام فكان منسكاً أو كنسية للمسيحيين النسطوريين قبل أن يتحول لمسجد بعد دخول الإسلام في القطيف. لا يعرف على وجه التحديد تاريخ تأسيسه أو متى تحول لمسجد.
شهد المسجد توسعتان مسجلتان كانت أولاها في عام 1952م، والأخرى في نوفمبر 2005م بجهد من أهالي المنطقة ليكون مركزاً إسلامياً، وتجاوزت تكلفة التجديد 10 ملايين ريال سعودي (حوالي 2.67 مليون دولار أمريكي) جُلها تبرعات من الأهالي. وابتدأت أعمال البناء في 6 آب/أغسطس 2007م، وافُتتح رسمياً في 19 آب/أغسطس 2019م بالرغم من عدم الانتهاء الكامل من عمليات البناء التي امتدت حوالي 13 عاماً ونَيف.

## الموقع
مسجد الخضر يقع في جزيرة تاروت بين مثلث بلدة تاروت وسنابس ودارين محاذياً لبلدة الربيعية من الجنوب، وفوق تل ركامي قريب من البحر، وهو الموضع الذي يعتقد أنه موضع وطأه الخضر برجليه؛ وهو العبد الصالح الذي ذكر اسمه في القرآن الكريم.
ويرجح البعض وجود المسجد بعيداً عن الأحياء السكنية في جزيرة تاروت، حيث يعتبر في ذلك الوقت في منطقة بعيدة جداً عن المنازل إلى كونه محلاً للاعتكاف والتفرغ للعبادة، خصوصاً وأن المساجد المتباعدة في تاروت عن الأحياء السكنية تأتي كلها ضمن خط متصل بمسافات محددة بين كل مسجد تصل في الغالب إلى البحر ضمن خط يقطع المزارع والبساتين، ويكون في حدود من مسجدين إلى خمسة مساجد أو أكثر ضمن خط واحد، بينما مسجد الخضر يقع في خط وعلى الرغم من كون ذلك الخط متصلاً في نهايته بالبحر إلا أنه المسجد الوحيد ضمن هذا الخط أو الطريق.
وكون التشابه كبير بين مسجد الخضر في جزيرة فيلكا ومسجد الخضر في جزيرة تاروت، حيث يقع كلاهما في جزيرة، وفوق تل ركامي قريب من البحر، وفي مكان بعيد عن المنازل، يرجح بعض الباحثين أن موقعه القصي، كان يشكل محجا للمسيحيين الذين يعتنقون المذهب النسطوري (وهو المذهب الذي يعتقد أنه كان سائدا في المنطقة قبل الإسلام) خصوصا وأنهم يعتقدون أن مكان العبادة يجب أن يكون بعيداً يقصده الناس ويسعون إليه من أجل أن يكون القصد والسعي خالصاً للعبادة، وأن وجوده قرب البحر يجعله في مكان مكشوف من أجل التفكر وغير ذلك من الشؤون العبادية الأخرى وبما أن هذا المذهب وُجد عام 431م فإنه يرجح بأن تاريخ المعبد يعود إلى تلك الحقبة والذي هو أساس المسجد حالياً.

## المعتقدات
يعتقد أهالي جزيرة تاروت أن في جزيرتهم ثلاثة مساجد اتفقوا على أنها مباركة ولها قدسية وخصوصية معينة هي مسجد الخضر ومسجد الشيخ علاء ومسجد الشيخ محمد المبارك، ولربما اختفت خصوصية المسجدين الأخيرين وبقت خصوصية مسجد الخضر ولا زالت مستمرة، ومع تقلصها وتغير نظرة الناس نظرا لتغير الظروف والطقوس التابعة لها، إلا أن شيئاً من الوهج والقداسة لا زال يحيط بالمسجد مع كل ذلك التغير، فالناس قبل ما يقارب 25 عاماً عندما كانت الكتاتيب تخرِّج مجموعة من حفظة القرآن كان الاحتفال بهذا التخرج لا يتم إلا في مسجد الخضر حيث يتوافد الكثير من الناس في موسم معين مع ذويهم ومعلماتهم ومعلميهم فتذبح الذبائح، وتحضَّر الولائم لهذا الشأن العظيم، وفضلا عن ذلك فإن النذور التي يقيمها الناس، سواء في تاروت ودارين والزور في داخل الجزيرة أو من خارجها سواء في نواحي القطيف الأخرى، لم تكن تتوقف في يوم من الأيام، وغالبا كانت تشكل نوعا من المهرجانات العامة التي يحيونها بنوع خاص للأفراح والابتهاج.
ويُذكر أن أهالي تاروت ودارين يحضرون إليه عندما تكون هناك مناسبات عزيزة مثل: الختان أو تخضيب العروسة بالحناء وكانت تذبح الذبائح وتقام الولائم لوجه الله تعالى ويحضرها كل من النساء والرجال والأطفال وطول مدة بقائهم في المسجد يحرصون على قراءة القرآن وتلاوة الأدعية والصلاة.

## البناء والترميم

### البناء على معبد قديم

صورة قديمة لمسجد الخضر، التاريخ غير معروف

استنادا إلى دراسات الباحث الأثري جيفري بيبي في كتابه البحث عن دلمون الذي يقول فيه عن مسجد الخضر في فيلكه: (مقام الخضر، بدأ هناك مرتفع ضئيل من جوانبه، الانحدار يقع على لسان صخري واطئ يرش الماء جوانبه الثلاثة وقد علا قمته سياج صغير مستدير على هيئة جدار بعلو خمسة أقدام وبفجوة شكلت مدخلا ضيقا، وحينما تسلقنا المرتفع، استطعنا أن نعرف أنه أكمة صناعية، وإنه كان تلاً صغيراً، وقد نتأت من جوانبه الأحجار المشكلة للأبنية القديمة من هنا وهناك، وأنتصب عمود حجري خشن، دون أي شيء آخر وسط سياج فوق القمة، لا يكاد يبلغ ستة أقدام من كل جانب، ولقد دلت الأعلام الصغيرة والرايات المثلثة وقصاصات القماش البراقة الألوان والمرفرفة التي ركزت وسط أحجار الجدار على أن المبنى كان مزارا يحج إليه).
(لم نتمكن أنفسنا من إيجاد أي دليل يحدد زمن المقام وتعود كسر الفخار الوافرة كلها لأزمنة حديثة غير أننا لمحنا على مسافة لا تكاد تبعد أكثر من مائة ياردة من المقام هناك، أكمتين كبيرتين مسطحتين، فاتجهنا إليهما، فوجدنا كسر الفخار الحمراء ذات الحواف العائد لحضارة باربار ملقاة عليهما)  يتضح أن مسجد الخضر شيد على أنقاض معبد آخر يعود إلى فترة حضارة باربار التي تشترك فيها الجزيرتين كما سنرى، حيث يعتقد جيفري بيبي أن المعبد الذي شيد عليه المسجد يحضى بخصوصية وقدسية معينة استمرت لفترات طويلة جدا قبل اليهودية والمسيحية وحتى بعد أن أعتنق الناس الإسلام، حيث يقول (كان هناك معبد لإنزاك على فيلكا، وكان هناك معبد لأرتميس قبل ألفين من السنين وكذلك مصنع لإنتاج التماثيل النذرية للألهة والألهات الإغريقية، وبدأ كما لو أن فيلكا كانت لآلف من السنين جزيرة مقدسة، ولا تزال مكانا يحج إليه).

### بناء وترميم المسجد حديثاً

#### التوسعة الأولى

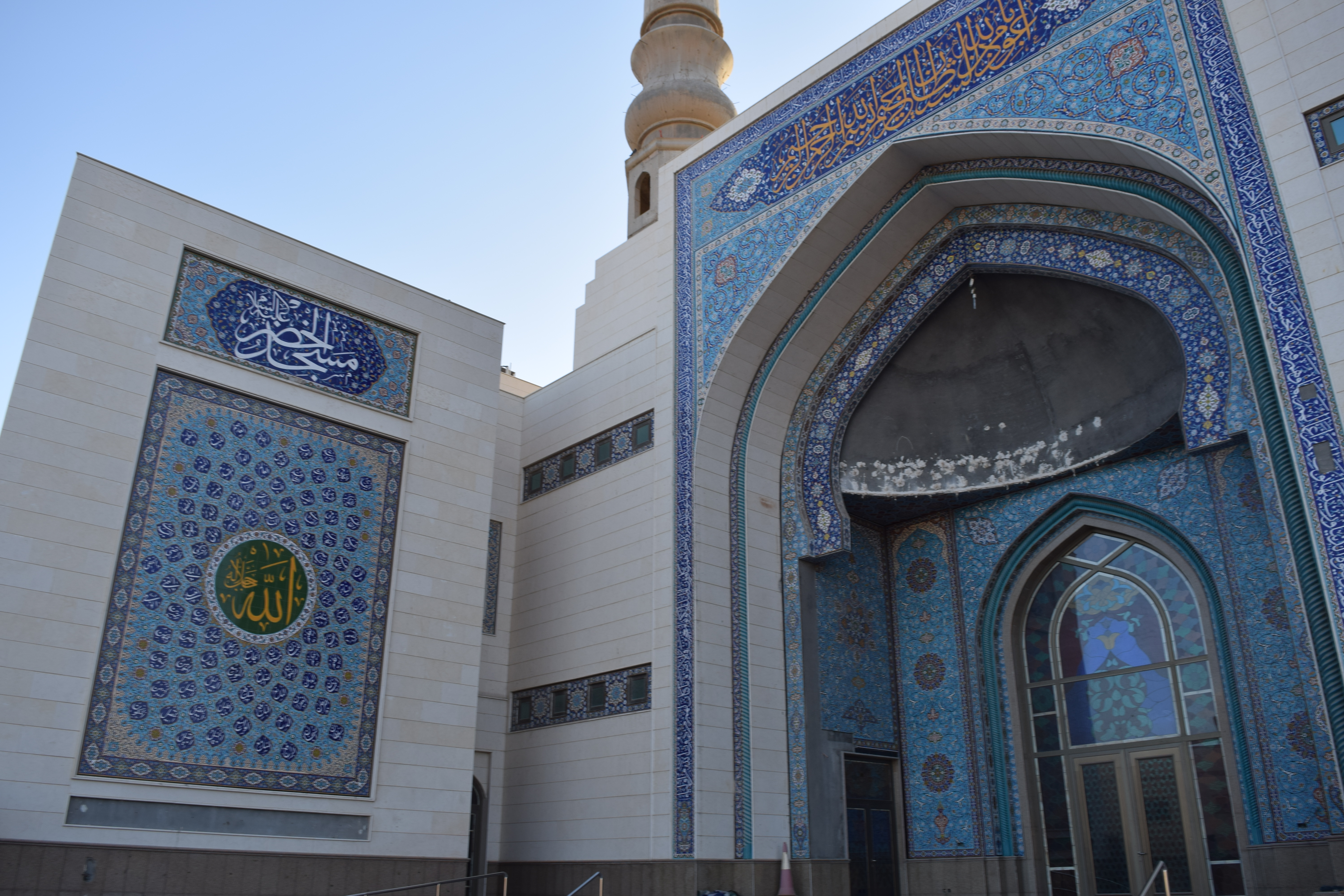
واجهة المسجد في العهد الحديث، 2016م.

شُيد المسجد عام 1956م على أنقاض مسجد سابق منذ عهد إسلامي متأخر بعد أن تم هدمه لأول مرة في عام 1952م. مَول نفقات إعادة تشييده عبد الله التيتون القطيفي المولود والمقيم في دولة الكويت، ثم شهد تحسينات من بعد عام 1985م. تولى قوامته سابقاً الحاج علي بن عبد الله العقيلي أبو حسن العقيلي من أهالي الربيعية ومن ثم ابنه الحاج حسن أبو علي العقيلي ومن بعده الحاج محمد تقي آل سيف من أهالي تاروت. وقام بتنفيذ بنائه كلًّ من الحاج عبد الكريم المطر، والحاج حسن العرادي من أهالي تاروت.

#### التوسعة الثانية
بدأت التوسعة الأخيرة في نوفمبر 2005م بجهد من أهالي المنطقة ليكون مركزاً إسلامياً، هُدم خلالها المسجد تمهيداً لإعادة بنائه بمعايير العمارة الحديثة، بلغت بتكلفة تجاوزت 10 ملايين ريال سعودي (حوالي 2.67 مليون دولار أمريكي) جُلها تبرعات من الأهالي. وابتدأت أعمال البناء في 6 آب/أغسطس 2007م، وافُتتح رسمياً في 19 آب/أغسطس 2019م بالرغم من عدم الانتهاء الكامل من عمليات البناء التي امتدت لحوالي 13 سنة ونيف. ضمت التوسعة الأخيرة المساحة الغربية من جهة المحراب إلى المساحة الأصلية للمسجد، وأقيم على مساحة 2111م2 تتسع لخمسة آلاف مصلي تقريباً.
وتتميز عمارة المسجد الرخامية بتصميم إسلامي حديث، تطغى عليه زخارف وشعارات اسلامية فسيفسائية زرقاء من الداخل والخارج، وبنوافذ زجاجية معشقة بزخارف بنفس اللون.
تم تشكيل لجنة خاصة خلال التوسعة يترأسها إمام المسجد الشيخ عبدالكريم بن كاظم الحبيل بالتعاون مع كادر من المهندسين والإداريين والمختصين للإشراف على سير بناءه ومتابعة معاملاته في الدوائر الحكومية وللتنسيق مع المكاتب الهندسية.
وفي 19 آب/أغسطس، 2016م عَينَّ الشيخ عبد الكريم الحبيل عبد الستار الحجيري ولياً لمسجد الخضر واختيار الولي هو عرف سائد بمحافظة القطيف يتم عن طريق تزكية المتقدم من قبل الأهالي والقاضي الشرعي والإعلان عن اسم المتقدم للولاية من قبل المحكمة الجعفرية لمدة شهر لضمان عدم اعتراض أحد من الأهالي.

### محاولات تخريبية
في مساء 8 مايو، 2003م حاول بعض المعتدين حرقه مع ثلاثة مساجد أخرى في المنطقة، وقد فشلوا بعدما شاهدهم أحد الموجودين بالمسجد وحاول إمساك أحدهم إلا انه لم يتمكن من ذلك وفروا هاربين بسيارة ولا يوجد ما يثبت إدانتهم.

## معرض

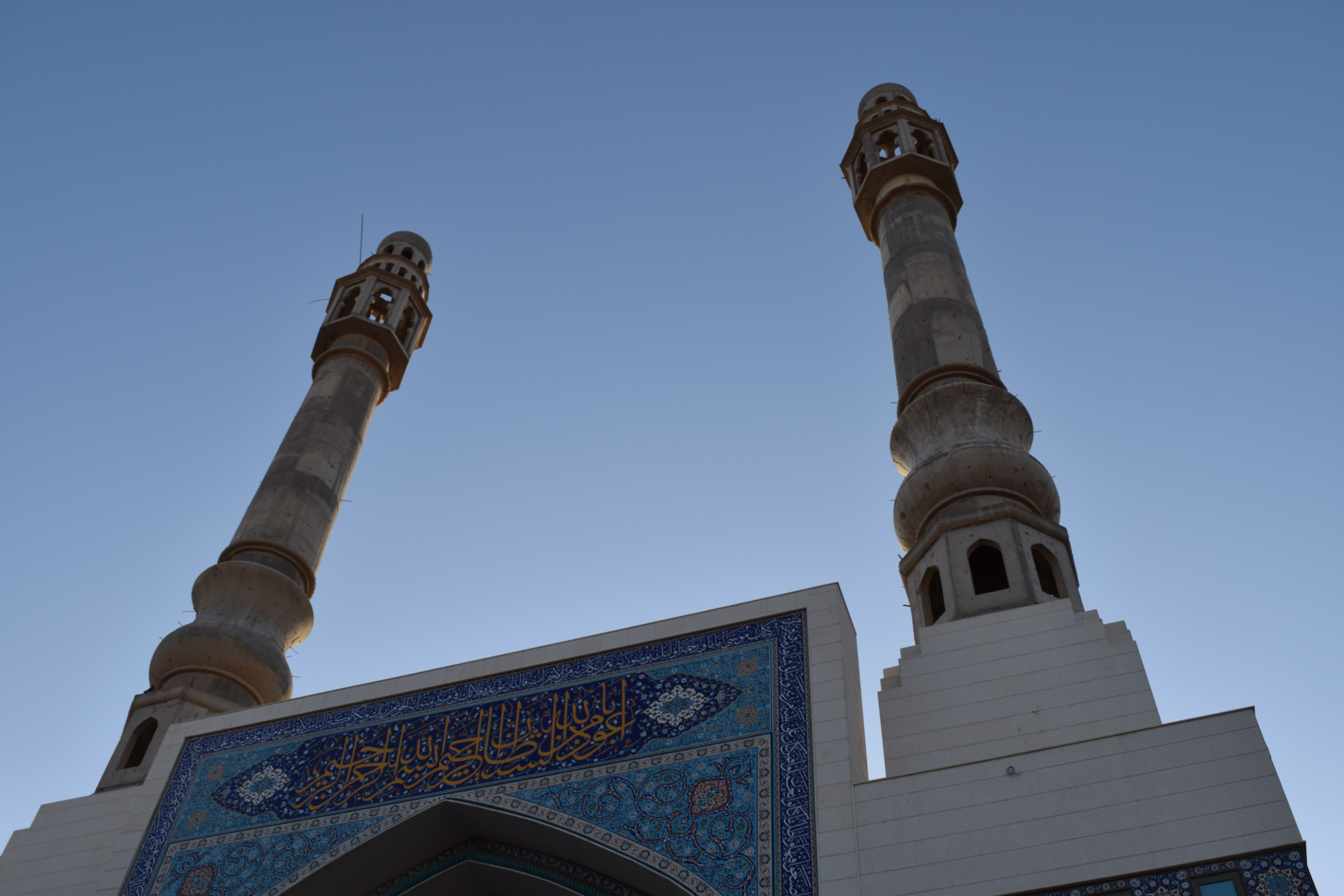
منظر أمامي لمنارتي المسجد وهما في مرحلة البناء
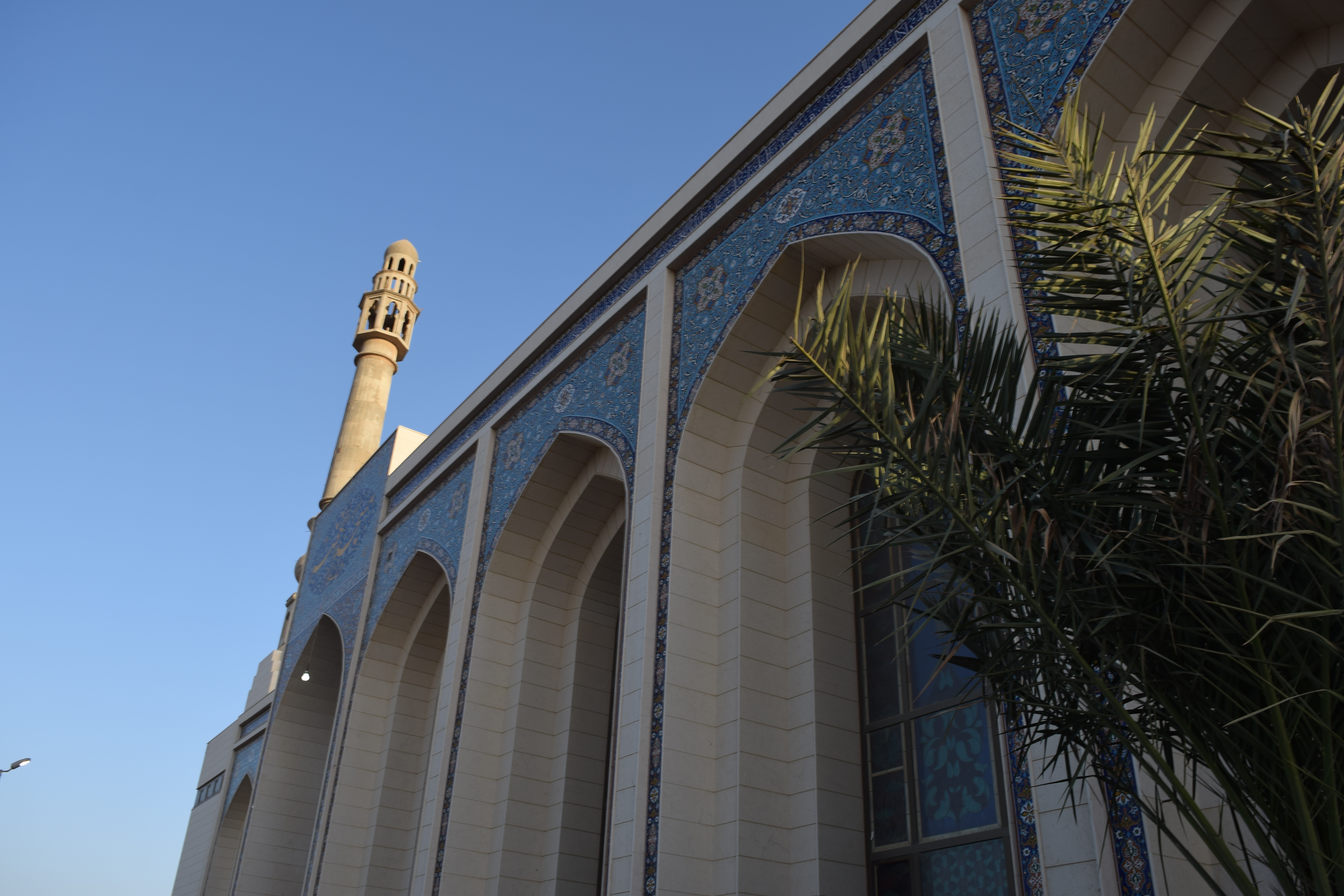
صورة لجزء جانبي من المسجد
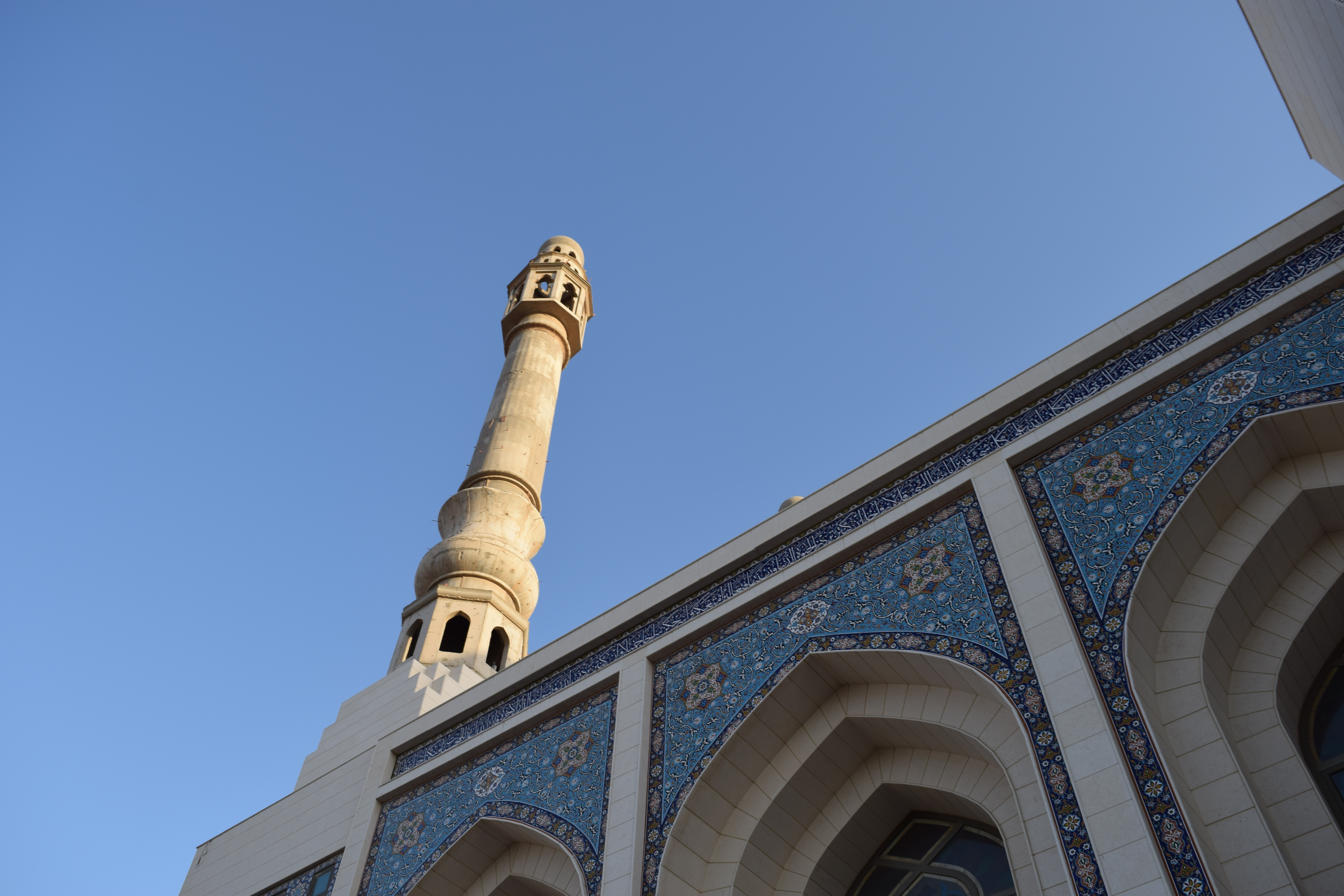
صورة جانبية توضح مدى دقة الزخرفة في المسجد
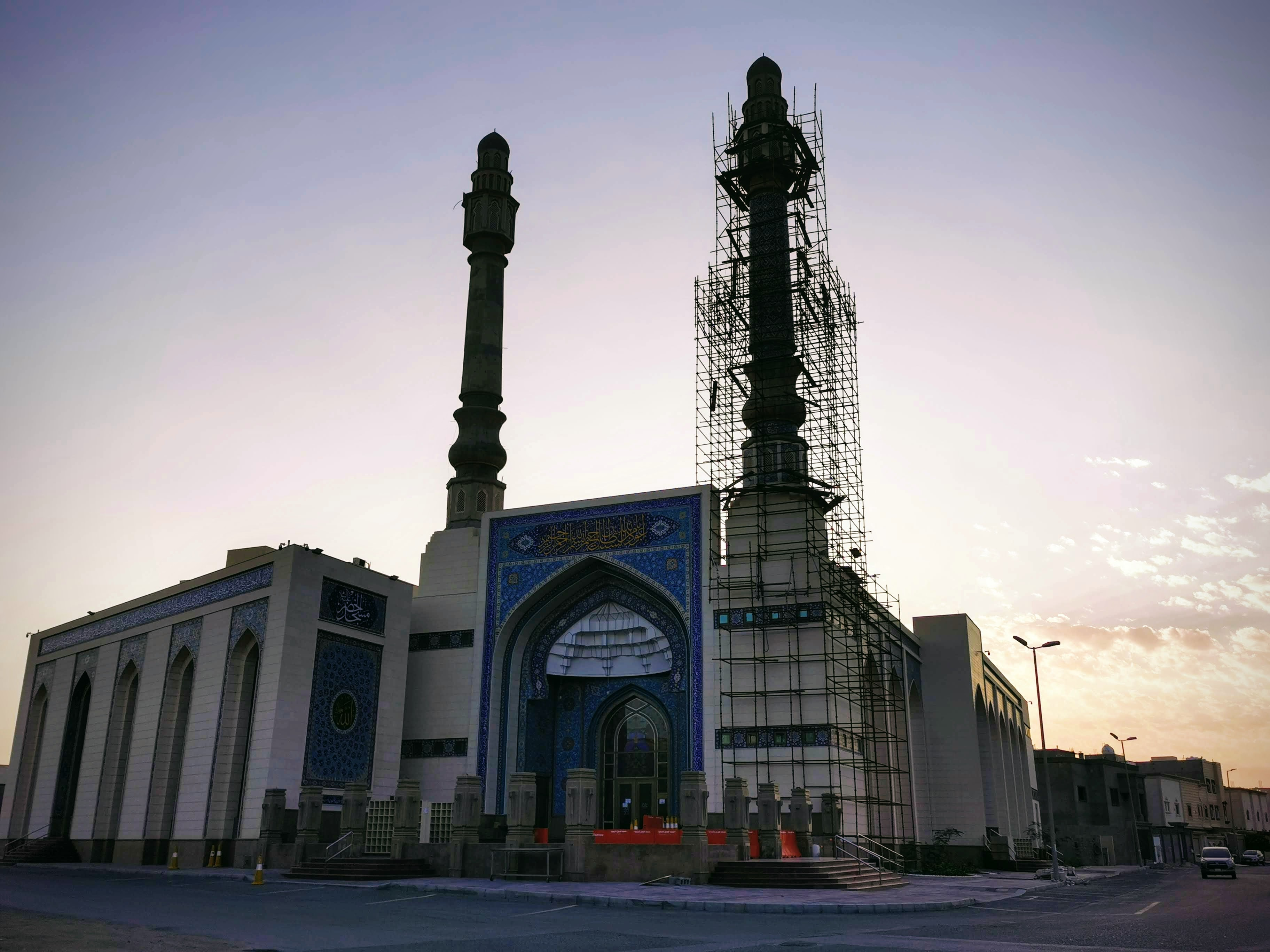
جزء من  أعمال البناء كما تبدو في مايو ٢٠٢١م.